# Meer kan het niet zijn
"Meer kan het niet zijn" is een nummer van de Nederlandse band BLØF in samenwerking met zangeres Sabrina Starke. Het nummer verscheen op de BLØF-ep Radio Berlijn uit 2011. Op 21 oktober van dat jaar werd het uitgebracht als de enige single van de ep.

## Achtergrond
"Meer kan het niet zijn" is geschreven door BLØF-bassist Peter Slager en geproduceerd door BLØF. De leden van BLØF hadden al langere tijd de wens om met Starke samen te werken. Slager vertelde hierover: "Een samenwerking met Sabrina Starke stond al lang op ons verlanglijstje. Wij vinden haar een van de meest getalenteerde zangeressen van Nederland, en we zijn er trots op dat ze dat duet met Paskal [Jakobsen] gedaan heeft." Starke vertelde zelf over de samenwerking: "Ik voelde mij vereerd toen ik gevraagd werd voor het duet. De muziek van BLØF is prachtig. En ik kijk altijd met veel bewondering naar de live performances van de band. Nederlandstalig zingen was heel nieuw voor mij, maar ik ben heel erg blij met het eindresultaat."
Starke zingt niet vaak in het Nederlands, maar als haar een nummer in het Nederlands wordt aangeboden, slaat zij dit niet af. Slager vertelde hierover: "Dan ook nog in het Nederlands, voor haar toch niet zo voor de hand liggend. Met het resultaat van de samenwerking zijn we zo tevreden dat we vonden dat "Meer kan het niet zijn" de single van onze Radio Berlijn-EP moest worden." De single werd een hitje in Nederland. In de Top 40 kwam het tot de dertigste plaats, terwijl het in de Single Top 100 tot plaats 32 kwam.

## Hitnoteringen

### Nederlandse Top 40
| Hitnotering: 03-12-2011 t/m 04-02-2012 | Hitnotering: 03-12-2011 t/m 04-02-2012 | Hitnotering: 03-12-2011 t/m 04-02-2012 | Hitnotering: 03-12-2011 t/m 04-02-2012 | Hitnotering: 03-12-2011 t/m 04-02-2012 | Hitnotering: 03-12-2011 t/m 04-02-2012 | Hitnotering: 03-12-2011 t/m 04-02-2012 | Hitnotering: 03-12-2011 t/m 04-02-2012 | Hitnotering: 03-12-2011 t/m 04-02-2012 | Hitnotering: 03-12-2011 t/m 04-02-2012 | Hitnotering: 03-12-2011 t/m 04-02-2012 | Hitnotering: 03-12-2011 t/m 04-02-2012 |
| Week                                   | 1                                      | 2                                      | 3                                      | 4                                      | 5                                      | 6                                      | 7                                      | 8                                      | 9                                      | 10                                     |                                        |
| -------------------------------------- | -------------------------------------- | -------------------------------------- | -------------------------------------- | -------------------------------------- | -------------------------------------- | -------------------------------------- | -------------------------------------- | -------------------------------------- | -------------------------------------- | -------------------------------------- | -------------------------------------- |
| Positie                                | 36                                     | 34                                     | 32                                     | 35                                     | 35                                     | 33                                     | 30                                     | 33                                     | 35                                     | 40                                     | uit                                    |

### Single Top 100
| Hitnotering: 12-11-2011 t/m 03-03-2012 | Hitnotering: 12-11-2011 t/m 03-03-2012 | Hitnotering: 12-11-2011 t/m 03-03-2012 | Hitnotering: 12-11-2011 t/m 03-03-2012 | Hitnotering: 12-11-2011 t/m 03-03-2012 | Hitnotering: 12-11-2011 t/m 03-03-2012 | Hitnotering: 12-11-2011 t/m 03-03-2012 | Hitnotering: 12-11-2011 t/m 03-03-2012 | Hitnotering: 12-11-2011 t/m 03-03-2012 | Hitnotering: 12-11-2011 t/m 03-03-2012 | Hitnotering: 12-11-2011 t/m 03-03-2012 | Hitnotering: 12-11-2011 t/m 03-03-2012 | Hitnotering: 12-11-2011 t/m 03-03-2012 | Hitnotering: 12-11-2011 t/m 03-03-2012 | Hitnotering: 12-11-2011 t/m 03-03-2012 | Hitnotering: 12-11-2011 t/m 03-03-2012 | Hitnotering: 12-11-2011 t/m 03-03-2012 | Hitnotering: 12-11-2011 t/m 03-03-2012 | Hitnotering: 12-11-2011 t/m 03-03-2012 |
| Week                                   | 1                                      | 2                                      | 3                                      | 4                                      | 5                                      | 6                                      | 7                                      | 8                                      | 9                                      | 10                                     | 11                                     | 12                                     | 13                                     | 14                                     | 15                                     | 16                                     | 17                                     |                                        |
| -------------------------------------- | -------------------------------------- | -------------------------------------- | -------------------------------------- | -------------------------------------- | -------------------------------------- | -------------------------------------- | -------------------------------------- | -------------------------------------- | -------------------------------------- | -------------------------------------- | -------------------------------------- | -------------------------------------- | -------------------------------------- | -------------------------------------- | -------------------------------------- | -------------------------------------- | -------------------------------------- | -------------------------------------- |
| Positie                                | 78                                     | 47                                     | 52                                     | 47                                     | 43                                     | 50                                     | 49                                     | 43                                     | 43                                     | 32                                     | 46                                     | 43                                     | 39                                     | 57                                     | 71                                     | 71                                     | 86                                     | uit                                    |

### NPO Radio 2 Top 2000
| Nummer met noteringen in de NPO Radio 2 Top 2000 | '12  | '13  | '14  | '15  |
| ------------------------------------------------ | ---- | ---- | ---- | ---- |
| Meer kan het niet zijn                           | 1075 | 1072 | 1174 | 1596 |

1. ↑  Een vetgedrukt getal geeft de hoogste notering aan.
2. ↑  2012 was het eerste jaar met een notering voor dit nummer.
3. ↑  Deze tabel is bijgewerkt tot en met de laatste editie (2024).